# Stoyan Apostolov
Stoyan Apostolov (Zelovo, Bulgaria, 10 de abril de 1946) fue un deportista búlgaro especialista en lucha grecorromana donde llegó a ser subcampeón olímpico en Múnich 1972.

## Carrera deportiva
En los Juegos Olímpicos de 1972 celebrados en Múnich ganó la medalla de plata en lucha grecorromana de pesos de hasta 68 kg, tras el luchador soviético Shamil Khisamutdinov (oro) y por delante del italiano Gian Matteo Ranzi (bronce).